# Lisa Wilcox
Lisa Wilcox (Columbia, 27 aprile 1964) è un'attrice statunitense.

## Biografia
Lisa Wilcox esordisce nel 1984 con il film Gimme an F. Dopo vari ruoli più o meno rilevanti, raggiunge la popolarità nel 1987 con Nightmare 4 - Il non risveglio, pellicola horror diretta Renny Harlin e della quale gira l'episodio successivo, Nightmare 5 - Il mito (1989). Nel 1988 partecipa inoltre all'horror canadese Watches Reborn a fianco di Mark Hamill.
Dal punto di vista delle produzioni televisive, nel 2007 fa parte del cast della serie Dead Country, nel 2008 è in Black Friday, e nel 2009 recita in Savage.
Nel 2009 partecipa al thriller Imago, diretto da Chris Warren.

## Filmografia
- Gimme an F, regia di Paul Justman (1984)
- Little Miss Perfect (1987)
- General Hospital - soap opera (1987)
- MacGyver - serie TV, episodio 3x09 (1987)
- Bring Me the Head of Dobie Gillis, regia di James Komack (1988) - film TV
- Nightmare 4 - Il non risveglio (A Nightmare on Elm Street 4: The Dream Master), regia di Renny Harlin (1988)
- Hotel - serie TV, episodio 5x15 (1988)
- Nightmare 5 - Il mito (A Nightmare on Elm Street 5: The Dream Child), regia di Stephen Hopkins (1989)
- California (Knots Landing) - serie TV, 4 episodi (1989)
- Star Trek: The Next Generation - serie TV, episodio 3x09 (1989)
- Wedding Band (1990)
- Bill & Ted's Excellent Adventures (1992 TV series) - serie TV, 7 episodi (1992)
- Crescere, che fatica! (Boy Meets World) - serie TV, 3 episodi (1993, 1995)
- La signora in giallo (Murder, She Wrote) - serie TV, episodio 10x15 (1994)
- Men Seeking Woman, regia di Jim Milio (1997)
- Watchers Reborn, regia di John Carl Buechler (1998)
- The All New Adventures of Chastity Blade (2000) - cortometraggio
- Unauthorized Brady Bunch: The Final Days (2000) - film TV
- Freddy vs. Jason, regia di Ronny Yu (2003)
- Big Shots - serie TV, 2 episodi (2007)
- Dead Country (2007)
- Fear Clinic - webserie, 5 episodi (2009)
- Black Friday (2008)
- Savage (2009)
- Imago (2010)
- Sebastian (2010)
- Clinger, regia di Michael Steves (2015)
- The Church, regia di Dom Frank (2018)
- The Quiet Room, regia di Sam Wineman (2018)